# 霍安·卡普德维拉
霍安·卡普德维拉·门德斯（1978年2月3日—），是一名西班牙足球运动员，司职左后卫。

## 俱乐部
卡普德维拉出身于西班牙人的青年训练系统，1998-99赛季共为西班牙人出场29次，并于次季转会至马德里竞技。然而在1999-00赛季，卡普德维拉尽管为新球队出场31次并攻入2球，但却未能避免马德里竞技降入乙级联赛。随后，卡普德维拉转投拉科鲁尼亚，1个赛季后便挤掉了原来的主力恩里克·罗梅罗，成为了球队不可或缺的一员。
在拉科鲁尼亚效力7个赛季后，卡普德维拉于2007-08赛季初加盟比利亞雷阿爾。该赛季，卡普德维拉在联赛中共出场36次，仅缺席了2场比赛，凭借出色的表现协助比利亞雷阿爾击败巴塞罗那等强敌，历史性地获得联赛亚军，从而得以直接晋级下赛季的欧洲冠军联赛。
2011年7月，葡萄牙超級聯賽勁旅本菲卡簽入卡普德维拉。

## 国家队
卡普德维拉于2002年10月16日首次入选西班牙国家队，当时的对手是巴拉圭。但直到2007年11月17日，他才于一场对瑞典的2008年欧洲杯预选赛中攻入国家队处子球，协助西班牙以3-0获胜。
卡普德维拉作为球队的主力左后卫随队参加了2008年欧洲杯，在首发的5场比赛中表现稳定，最终协助西班牙国家队在决赛中击败德国，时隔44年再度夺取欧洲杯。
2010年世界杯足球赛，卡普德维拉入選了國家隊，並且作为一名非巴塞罗那或皇家马德里出身的球员協助國家隊奪冠而回。

## 榮譽
西班牙
- 2008年歐洲國家盃冠軍
- 2010年世界杯足球赛冠軍